# Гробље Газилар са турбетом
Гробље Газилар са турбетом је муслиманско гробље на простору општине Нови Пазар. Ова некропола се убраја у споменике културе.  

## Историја
Гробље Газилар са турбетом спада међу највећа муслиманска гробља у Санџаку. Према истраживањима настало је у периоду од турске владавине до Велике сеобе. Постојање овог гробља забележено је 1611. године од стране једног француског путописца. Некропола је највероватније добила назив Газилар (гробље ратника) после Аустро-турског рата 1683-1699. године. Ту су сахрањени браниоци Новог Пазара.

## Изглед
У гробљу се налазе бројни нишани различитих форми и димензија. Споменици су врло стари, а најстрији датирани белго потиче из 1729-1730. године. У средини некрополе налази се турбе, надгробни споменици исламских обележја, са ниским четвороводним кровом и покривачем од ћерамиде. У турбету су два дрвена саркофага, а из две плоче са натписима на турбету, може се закључити да су ту сахрањени дервиш Ахемд Гурби кој је умро 1775/1776. године и дервиш Абдулкадир који је умро 1776/1777. године.